# Svarttjärnen (Hackås socken, Jämtland, 695667-144822)
Svarttjärnen är en sjö i Bergs kommun i Jämtland och ingår i Ljungans huvudavrinningsområde. Sjön har en area på 0,0749 kvadratkilometer och ligger 387,5 meter över havet. Sjön avvattnas av vattendraget Kilån.

## Delavrinningsområde
Svarttjärnen ingår i det delavrinningsområde (695598-144852) som SMHI kallar för Utloppet av Rångsjön. Medelhöjden är 436 meter över havet och ytan är 12,72 kvadratkilometer. Det finns inga avrinningsområden uppströms utan avrinningsområdet är högsta punkten. Kilån som avvattnar avrinningsområdet har biflödesordning 4, vilket innebär att vattnet flödar genom totalt 4 vattendrag innan det når havet efter 249 kilometer. Avrinningsområdet består mestadels av skog (72 procent). Avrinningsområdet har 1,09 kvadratkilometer vattenytor vilket ger det en sjöprocent på 8,6 procent.